# Alfa Romeo Berlinetta Aerodinamica Tecnica

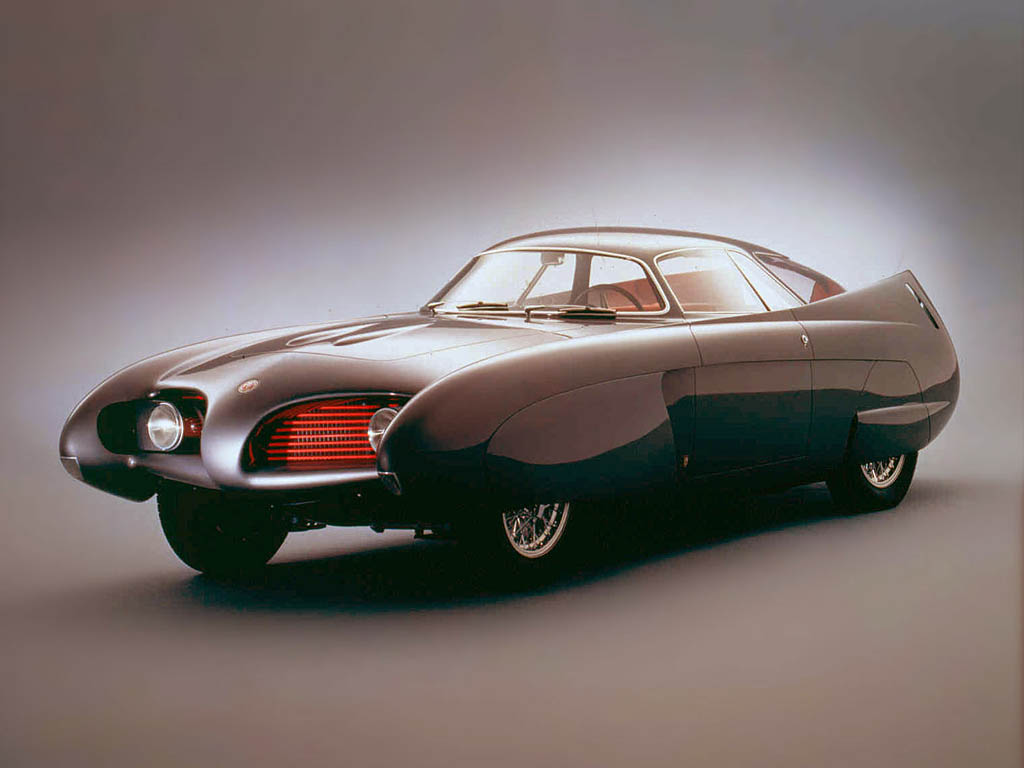
B.A.T. 5 (1953)

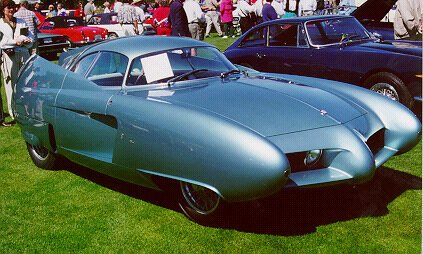
B.A.T. 7 (1954)

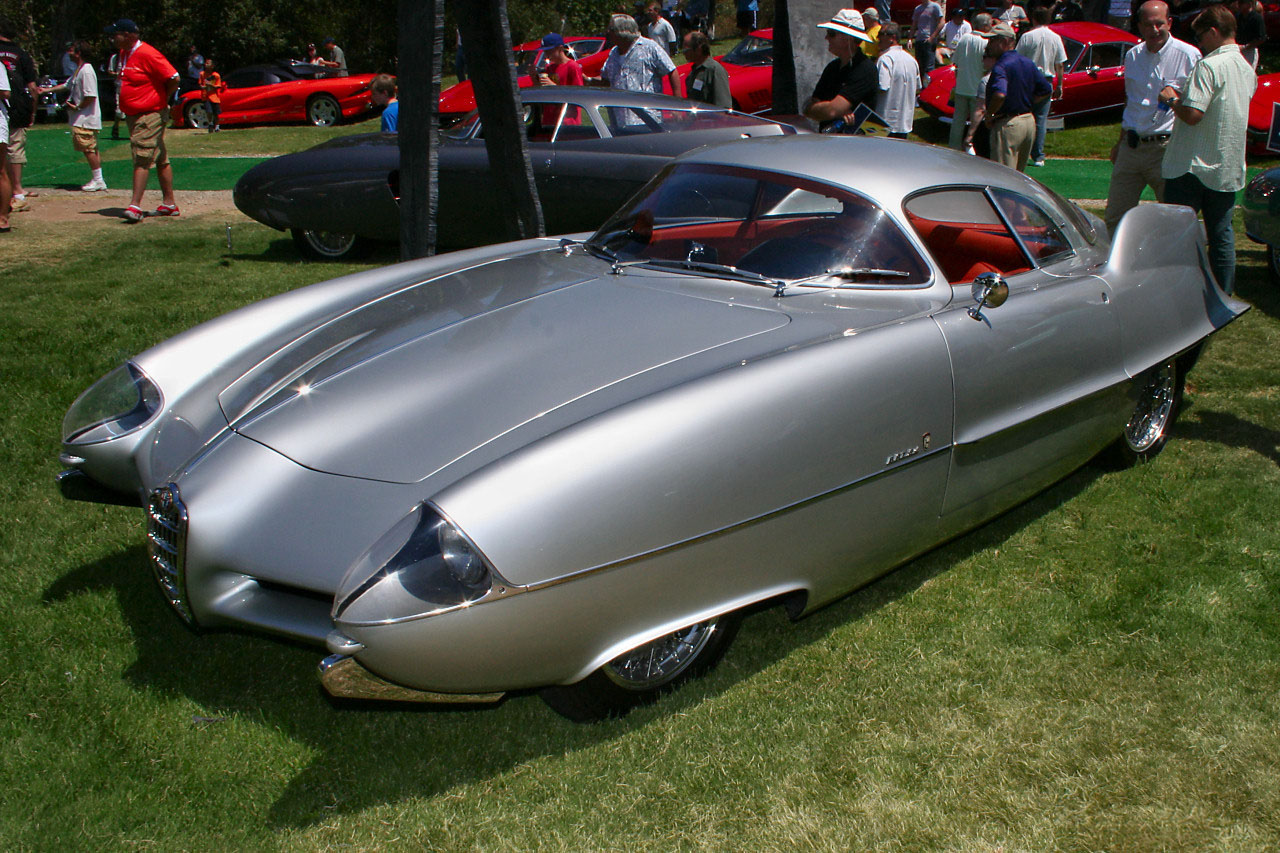
B.A.T. 9 (1955)

Unter der Bezeichnung Alfa Romeo Berlinetta Aerodinamica Tecnica, kurz Alfa Romeo B.A.T., entstanden in den 1950er-Jahren drei Fahrzeugstudien nach Entwürfen des italienischen Flugzeugkonstrukteurs und Fahrzeugdesigners Franco Scaglione in Kooperation mit dem Karosseriedesigner "Nuccio" Bertone, dem Sohn des Gründers des Karosseriebauunternehmens Bertone.
Die Fahrzeuge, die bei Autoschauen in den Jahren von 1953 bis 1955 zu bestaunen waren, wurden für Alfa Romeo auf Fahrgestellen des 1900 Super Sprint entwickelt, und sollten zu einem würdigen Nachfolger des legendären Alfa Romeo Disco Volante führen. Die Idee für die Entwicklung der B.A.T.-Fahrzeuge entstand nach einem Werksbesuch bei der Turiner Karosserieschmiede Bertone. Als Antriebsaggregate dienten Vier-Zylinder-Reihenmotoren aus dem eigenen Hause. Die durch ihr Design futuristisch anmutenden Karosserien der Fahrzeuge mit den Typbezeichnungen B.A.T. 5 (1953), B.A.T. 7 (1954) und B.A.T. 9 (1955) waren vor allem aufgrund der optimierten Stromlinienform ein besonderer Hingucker; die Zahlen 5, 7 und 9 sind die von Alfa Romeo vergebenen Werksstudiennummern. Bereits der B.A.T. 5 erreichte aufgrund seiner aerodynamischen Form bei cw-Werten zwischen 0,19 und 0,21 eine Höchstgeschwindigkeit von knapp 200 km/h. Die cw-Werte des bereits im Folgejahr präsentierten B.A.T. 7 waren noch niedriger. Optisch kennzeichnend für den Typ 7 sind vor allem die überdimensional großen, abgerundeten Heckflossen. Verwendet wurde für den Typ 7 ein Reihenmotor mit 1975 cm³ und einer Leistung von 86 kW. Mit dem gleichen Basismotor wurde auch der in der Formgebung wesentlich zurückhaltendere B.A.T. 9 ausgestattet, dessen Stromlinienform im Vergleich zum B.A.T. 7 nochmals verbessert wurde. Aufgrund ihrer Formgebung und der Typbezeichnungen werden die B.A.T.-Fahrzeuge im Sprachgebrauch auch als Batmobile bezeichnet.
2008 wurde ein neuer Projekttyp des Alfa Romeo Berlinetta Aerodinamica Tecnica mit der Prototypennummer B.A.T. 11 vorgestellt.

## Bilder

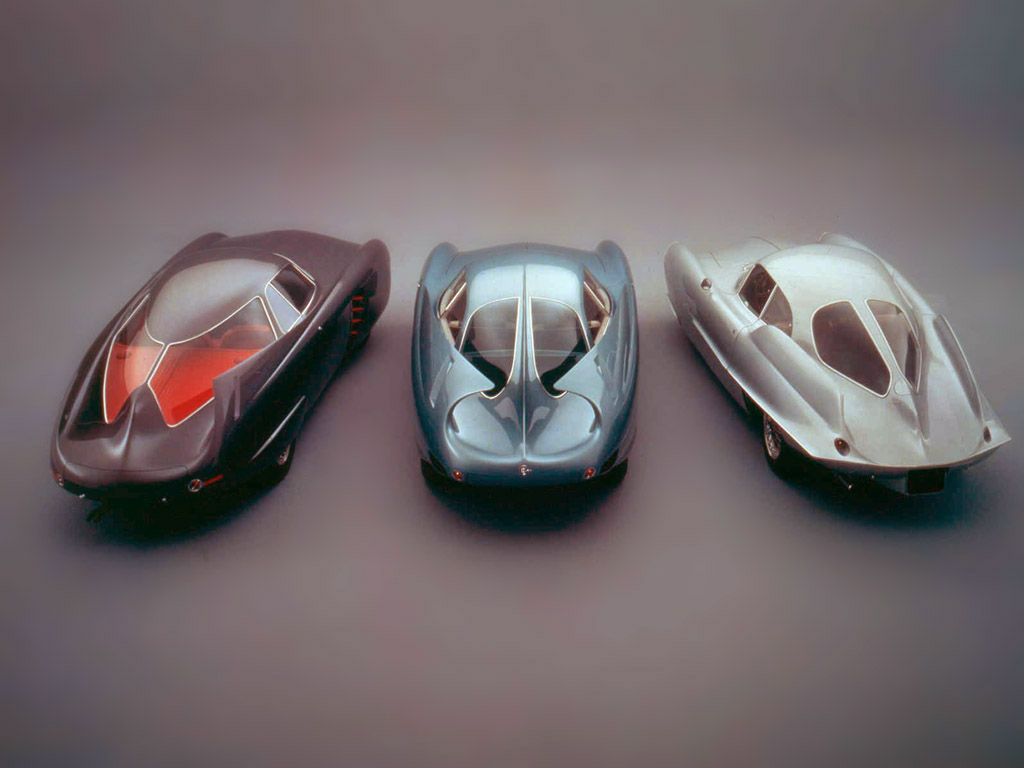
Heckansichten der B.A.T. 5, 7 und 9 im Vergleich
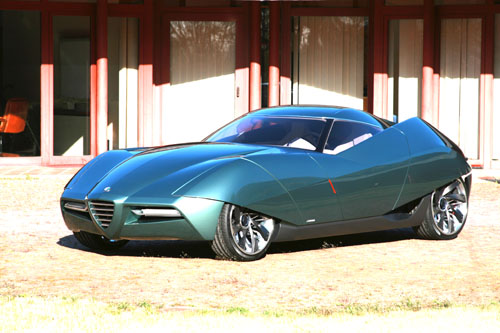
B.A.T. 11 (2008)